# Premis Ondas 2002
Els Premis Ondas 2002 van ser la quaranta-novena edició dels Premis Ondas, lliurats el 28 de novembre de 2002 al Teatre Tívoli de Barcelona.
La cerimònia va ser presentada per Gemma Nierga (presentadora de La Ventana de la Cadena SER) i el debutant Pablo Motos (presentador de No somos nadie a M80 Radio), en col·laboració amb els actors d'El Terrat Santi Millán i José Corbacho, que van amenitzar la gala. La festa va comptar amb les actuacions musicals de Joaquín Sabina, Avril Lavigne, Luz Casal, Enrique Iglesias i María Jiménez. L'acte va ser retransmès en obert i en diferit per Canal +.
Prèviament a la gala, al migdia, l'alcalde de Barcelona, Joan Clos, va realitzar el tradicional esmorzar amb tots els premiats en el Palauet Albéniz.

## Premis de televisió
- Millor sèrie : Plats bruts (TV3)
- Millor programa d'entreteniment: Operación Triunfo (Gestmusic, difós per TVE i Canal Satélite Digital)
- Millor labor profedsional: María Teresa Campos
- Millor programa que destaqui per la seva originalitat, innovacin o servei a la societat (ex aequo): Mi cámara y yo (Telemadrid) i Más te vale (Canal +)
- Millor programa especialitzat: La noche con Fuentes y Cía (Telecinco)
- Premis internacionals de televisió: Dunya & Desie de NPS-Television (Països Baixos) i Cuéntame como pasó de TVE (Espanya)

## Premis de ràdio
- Millor programa de ràdio: Carrusel deportivo (Cadena SER)
- Millor programa informatiu: Catalunya Informació
- Millor programa o presentador musical: al format Kiss FM
- Millor programa especial o millor cobertura d'un esdeveniment nacional o internacional: 'La Estación Azul: centenario de Rafael Alberti (RNE )
- Millor programa o espai radiofònic que destaqui per la seva originalitat, innovació o servei a la societat: Luis del Val Velilla (Cadena SER)
- Esment Especial del Jurat pel seu alt valor documental i constituir un exemple de la recuperació de la memòria: Entrevista a Antoni Gaudí de Luis del Olmo (Onda Cero - Onda Rambla); Los días de plomo (RNE) i Las fosas de la vergüenza (Radio Bierzo)
- Premis internacionals de ràdio: Falklands families – Reconciliation de BBC Radio 4 i Hundrede maend om dagen de DR (Dinamarca)
- Millor espai publicitari que, en qualsevol dels formats radiofònics, destaqui per l'originalitat de la seva producció i contingut: Parásitos alienígenas de Calle 13 (Agència: REMO ASATSU, Directors Creatius: José Luis Moro, Marga Laínez i Otilio González. Equip Creatiu: Hernán Goñi i Fernando Jerez)

## Premis de cinema
- Millor director: Enrique Urbizu per La caja 507
- Millor actor : Sancho Gracia per 800 balas
- Millor actriu: Natalia Verbeke per El hijo de la novia i El otro lado de la cama
- Millor pel·lícula espanyola: Los lunes al sol de Fernando León de Aranoa

## Premis de música
- Millor cançó : Sin ti no soy nada d'Amaral
- Millor clip: Soy yo de Marta Sánchez (realitzador: Juan Luis Arruga)
- Millor artista o grup espanyol: Álex Ubago
- Millor artista o grup llatí: Shakira
- Millor artista o grup revelació espanyol: Las Ketchup
- Millor artista o grup revelació llatí: Juanes
- Millor àlbum : Operación Triunfo i David Bisbal
- Millor artista o grup en directe: Café Quijano
- Millor DJ o creador musical: Carlos Jean
- A l'obra més notòria en el món del flamenc: Vicente Amigo per La ciudad de las ideas
- Premi especial del jurat per haver retornat en l'actualitat un gènere musical genuïnament espanyol: María Jiménez
- Premi especial del jurat per ser l'artista pop espanyol més internacional de l'última dècada: Enrique Iglesias

## Premis Iberoamericans de ràdio i televisió
- Millor programa, professional o emissora de ràdio o televisió: Luces Vivo - Buenos Aires de LS1 - Radio de la Ciudad (Argentina)